# برنامه پرپرواز

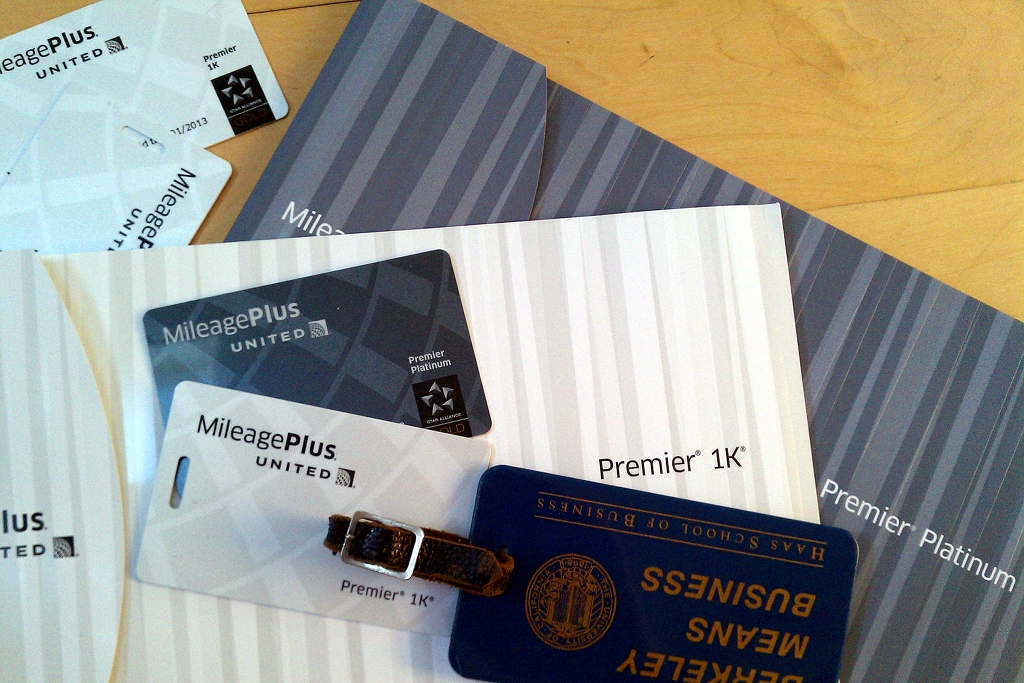
کارتهای برنامه پرپرواز

برنامه پرپرواز (FFP) برنامه وفاداری است که شرکت‌های هواپیمایی به مسافران خود ارایه می‌کنند.
این برنامه‌ها برای تشویق مشتریان شرکتهای هواپیمایی در انباشته کردن امتیاز است که به‌صورت مایل یا کیلومتر در می‌آیند. این امتیازها می‌تواند درگرفتن یک بلیت به عنوان جایزه به کار آید.

## تاریخچه
اگرچه شرکتهای هواپیایی یونایتد از سال ۱۹۵۰ مشتریان خود را ردیابی کرده بودند، اما نخستین برنامه مدرن پر پروازی در سال ۱۹۷۲ توسط Western Direct Marketing for United ساخته شد. آنها به اعضای خود پلاک و اشیای تبلیغاتی دادند. در سال ۱۹۷۹، هواپیمایی بین‌المللی تگزاس اولین برنامه پرپرواز را که برای ردیابی مسافت‌های پیموده شده و پاداش به مسافران خود بود را راه اندازی کرد. در همین حال در سال ۱۹۸۰ خطوط هوایی وسترن بانک سفر خود را ایجاد کرد، که در نهایت با ادغام بخشی از خطوط هوایی دلتا شد.